# Calle del Arenal
La calle del Arenal es una popular vía histórica de Madrid, que une la Puerta del Sol y la Plaza de Isabel II (Ópera). Su nombre procede del primitivo arroyo que discurrió por su trazado antes de urbanizarse la zona, con el que aparece rotulada ya en el plano de Teixeira de 1656, así como en las sucesivas cartografías de la Villa de Madrid.

## Historia

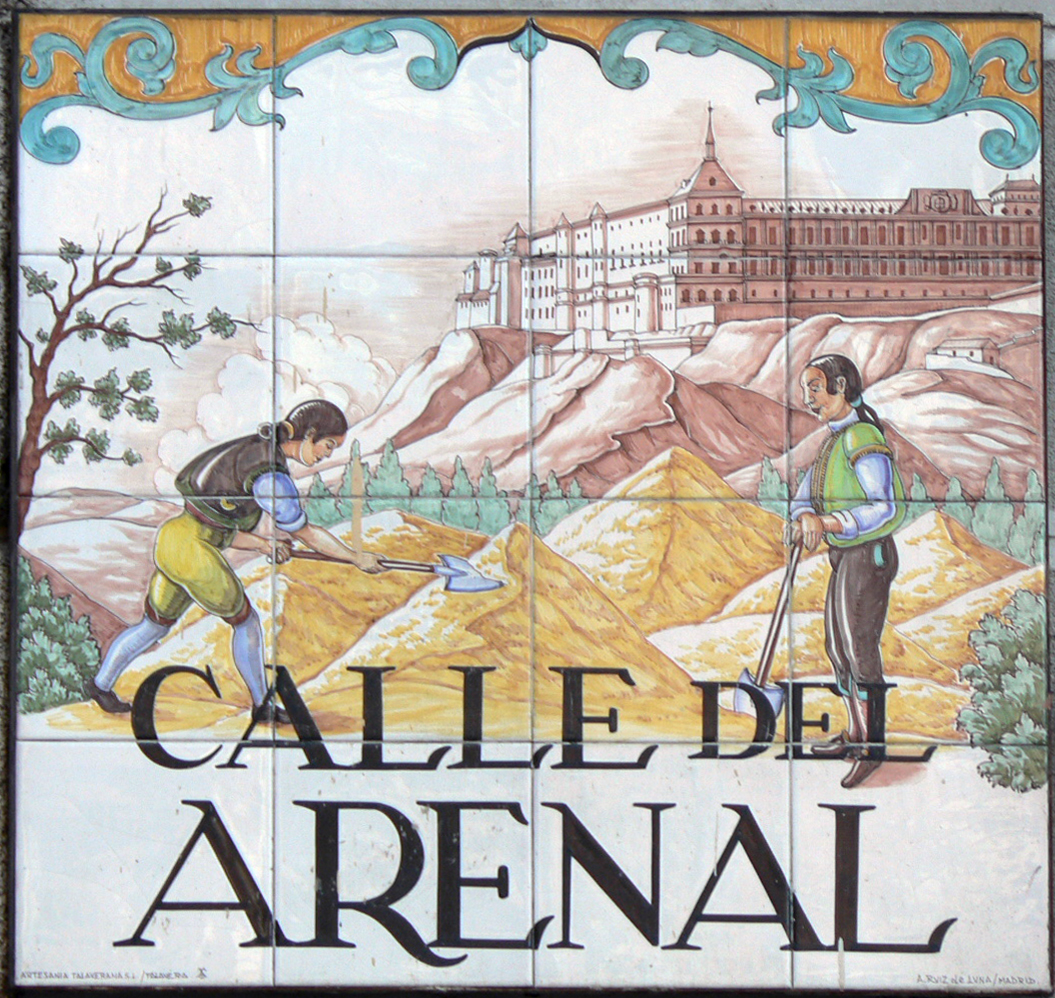

Vía determinada por la orografía, el antiguo arenal formado por las escorrentías que afluían en él, seguía el curso del intermitente Arroyo de la Zarza que, saliendo del barranco homónimo (en lo que más tarde sería la Puerta del Sol madrileña), llegaba hasta la plazuela del Barraco que luego se rellenaría formando la popularmente conocida como plaza de Ópera. Desde allí, tomando el flujo abundante de los Caños del Peral, la cuenca del Arenal discurría hacia el sur en busca del arroyo de Leganitos, en las inmediaciones de la llamada Cuesta de San Vicente. El Arenal separaba dos de los más antiguos arrabales de la primitiva villa medieval, el de san Ginés al sur (y al abrigo de la iglesia de San Ginés), y el de san Martín extendiéndose hacia el norte bajo el dominio de la abadía benedictina de San Martín, priorato mozárabe. El «erial arenoso» lo iban rellenando los torrentes afluentes, por la derecha, bajando de los «altillos de San Martín y Santo Domingo», y por la izquierda, desde los altozano de la vecina calle Mayor, cauces que a su vez formarían las calles de San Martín, Hileras y Donados por el norte, y Bordadores y Fuentes desde el sur. La urbanización de la vía con la construcción de las calles de Jacometrezo y Desengaño, determinó que el arenal se alcantarillara y terraplenase.
Frente a la mencionada iglesia de San Ginés, estuvo funcionando entre 1523 y 1580 un hospital de Peregrinos que a partir de 1587 la orden de monjas terciarias franciscanas dedicó a la recogida de «mujeres de mala vida».
Los primeros palacios solariegos se construyeron en el siglo xvi, desapareciendo de forma paulatina para dejar espacio a las casonas de rancias familias madrileñas, como las que tuvieron los Barrionuevo y los Legarda casi al final de la calle, junto a la costanilla de los Ángeles. Otros palacios dieciochescos tuvieron aquí los duques de Nájera, tocando con la plaza del Celenque, y los duques de Arcos y luego Maqueda, donde se levantó más tarde el Palacio de Gaviria; ya esquinado con la Puerta del Sol estuvo también la casa del conde de Fuentes, junto a la «mancebía de las Sobras». Juan Bautista Topete y Viaña, ministro de Marina en el S.XIX, residió en esta calle, donde falleció.
En la segunda mitad del xix la céntrica y populosa calle se llenó de hoteles y casas de viajeros y fondas glosadas en los libros de viajeros extranjeros de los siglos xviii y xix y primer tercio del xx. Entre ellos podrían mencionarse: el Hostal Nava, abierto en el año 1850 en el número 12; el Hotel Internacional en 1862; el Hotel Londres en los números 1 y 3; en el número 21, el Hotel de las Cuatro Naciones (que tuvo ilustres huéspedes como Menéndez Pelayo o Rubén Darío); y en el número 4 el Gran Hotel de Oriente, inaugurado en 1895.
En el capítulo urbanístico, hay que anotar la apertura en 1853 de la Travesía del Arenal en la manzana 387, para unir esta vía principal con la calle Mayor.

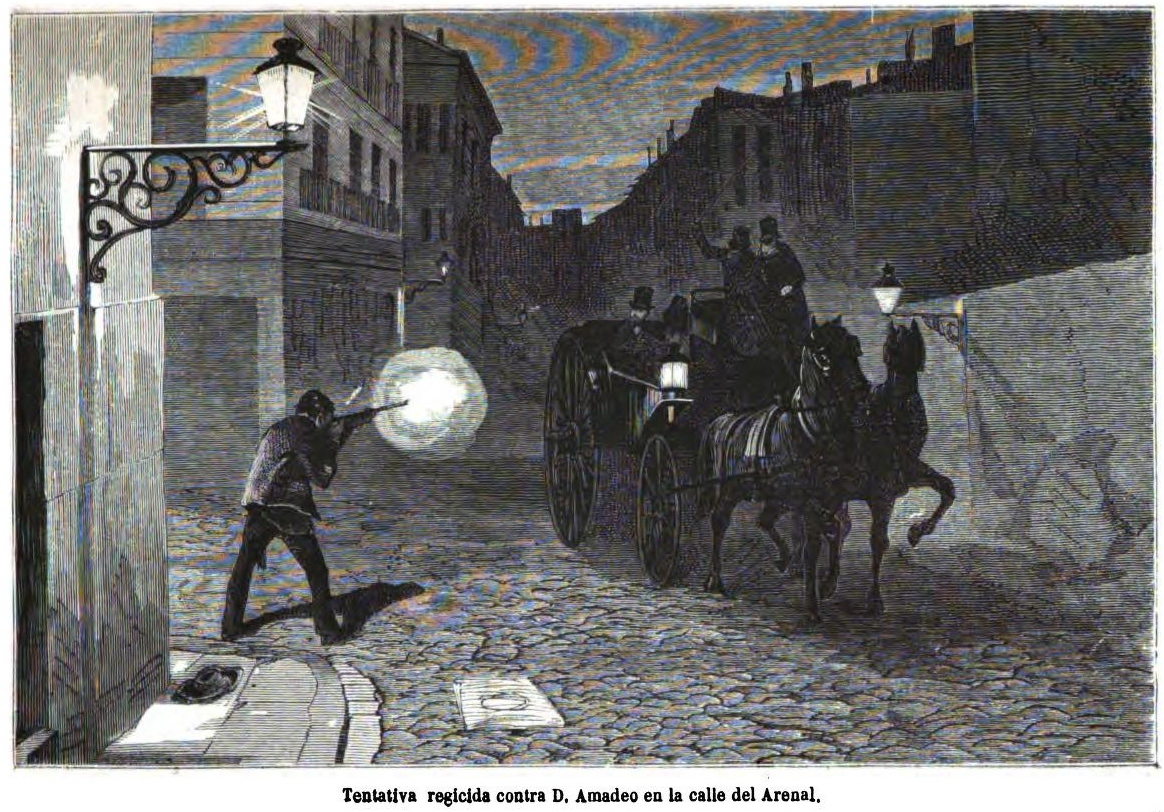
Atentado contra Amadeo de Saboya en 1872

De entre los diversos sucesos históricos ocurridos en la calle del Arenal, los cronistas destacan el intento de regicidio que a la altura del café de Levante y la verja de San Ginés, sufrido la noche del 18 de julio de 1872 por el rey Amadeo I de España, su esposa y el general Burgos que les acompañaba en el carruaje, saliendo todos ilesos. Sí pereció uno de los agresores en el tiroteo que mantuvo la policía con ellos mientras huían por la calle de San Martín.

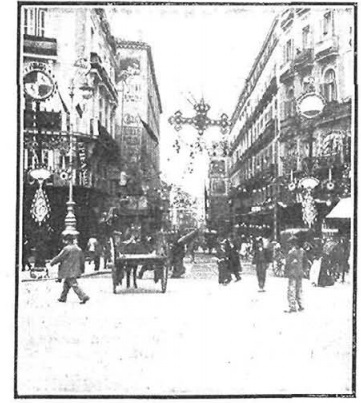
La calle, fotografiada en 1905 por Campúa.

De los ilustres vecinos que vivieron en esta calle puede recordarse a Ruperto Chapí, fallecido el 25 de marzo de 1909 en el número 20, o el matador Salvador Sánchez “Frascuelo”, muerto el 7 de marzo de 1898 en el número 26.
Descrita en 1921 por el escritor catalán José Plá como la calle «más bonita, más elegante, más ciudadana, de Madrid», la calle del Arenal fue reformada como calle peatonal en 2006-2007.

## Edificios
Aunque remozada en sucesivas ocasiones, la iglesia de San Ginés sigue ocupando el espacio del que se tiene más lejana noticia de un edificio, y que algunos cronistas anteriores a Mesonero Romanos consideraban con precedentes mozárabes y noticia escrita desde 1358, si bien la antigua traza tuvo que ser derribada ya en 1642 por su estado ruinoso, inaugurándose el nuevo templo de san Ginés de Arlés el 25 de julio de 1645. Todavía en 1861, se conservaba en pie en el número 22 la que fuera residencia de los de Lerma y luego casa de los condes de Torrubia, frente a San Ginés.
Según Hilario Peñasco y Carlos Cambronero existen antecedentes de construcciones particulares desde 1654, desaparecidas todas para dar solar a palacetes de la nobleza de la Villa, como el que Mesonero Romanos sitúa taponando por el oeste la entrada del Arenal, aún a comienzos del siglo xix, perteneciente a los marqueses de Legarda. De los muchos palacios que tuvo esta calle solo se ha conservado el del marqués de Casa-Gaviria. Otro edificio importante es la casa Palazuelo, en el número 3, con entrada principal por la calle Mayor.
En el número 11 se encuentra el nuevo Teatro Eslava (Joy Eslava), histórico escenario de variopintos capítulos de la historia nocturna de Madrid desde la década de 1870.

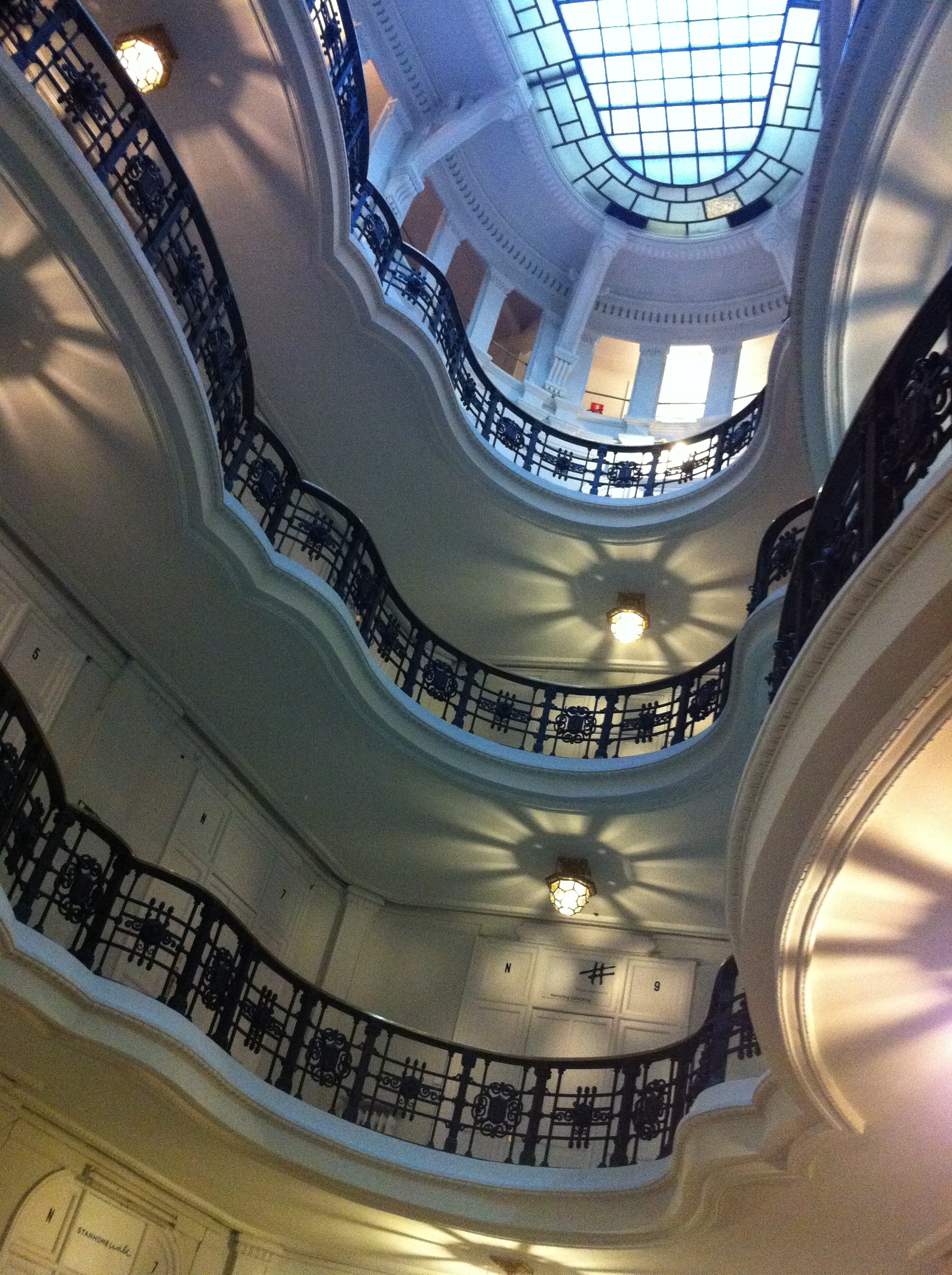
Plantas y lucernario de la casa Palazuelo, en el n.º 3
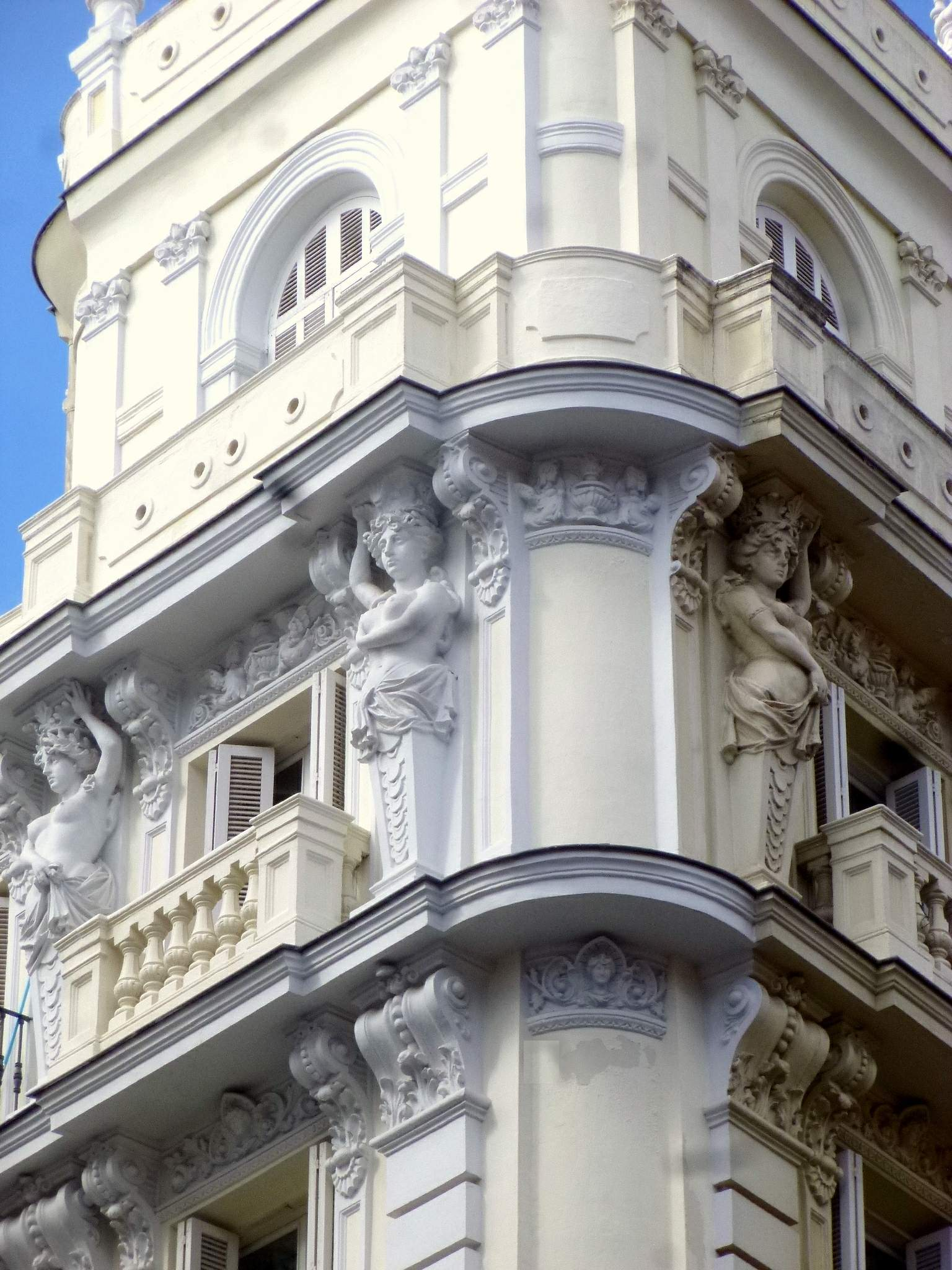
Chaflán del antiguo Hotel Internacional
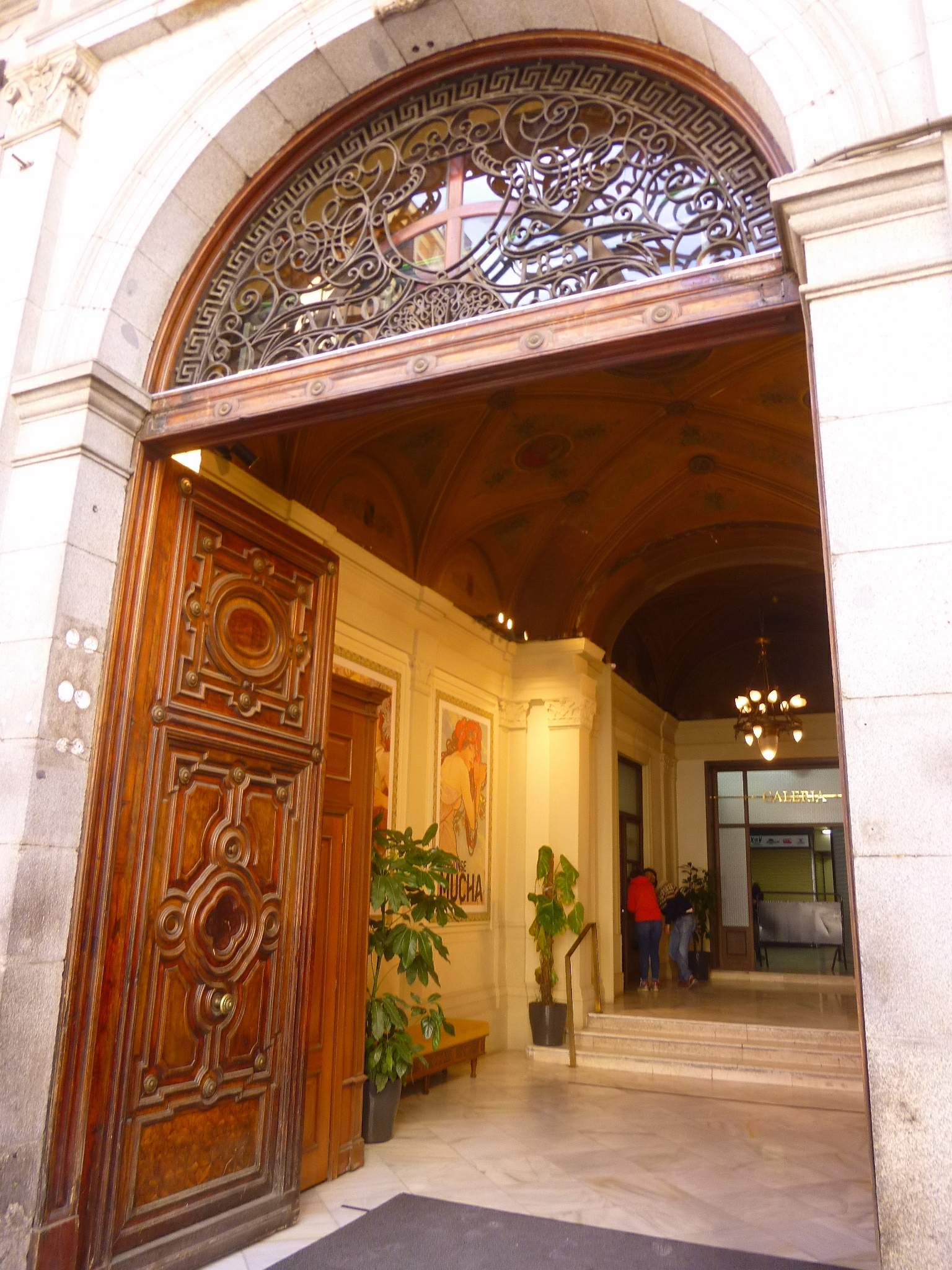
Entrada del palacio de Casa-Gaviria, en el n.º 9
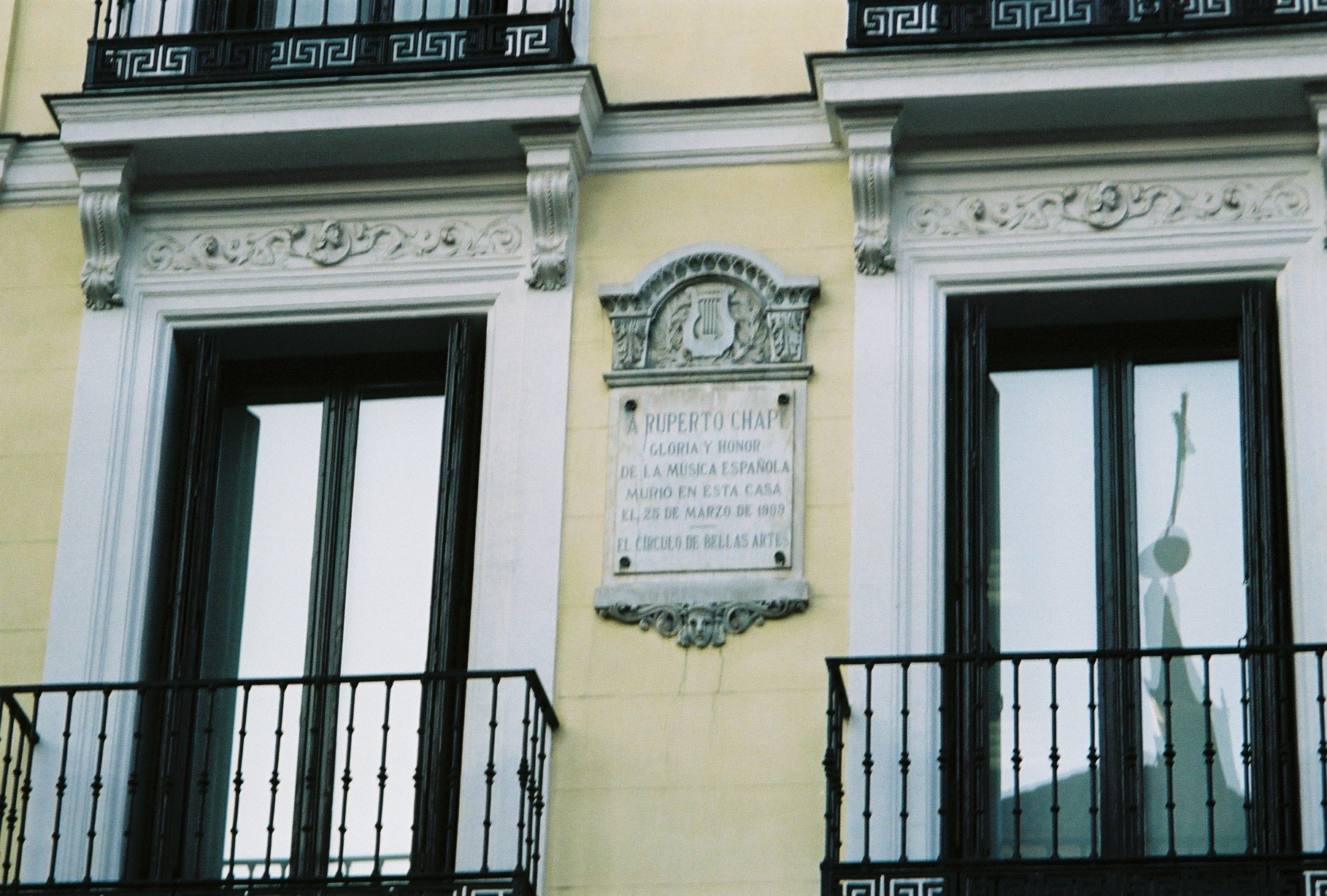
Placa en la casa del maestro Chapí en el n.º 20
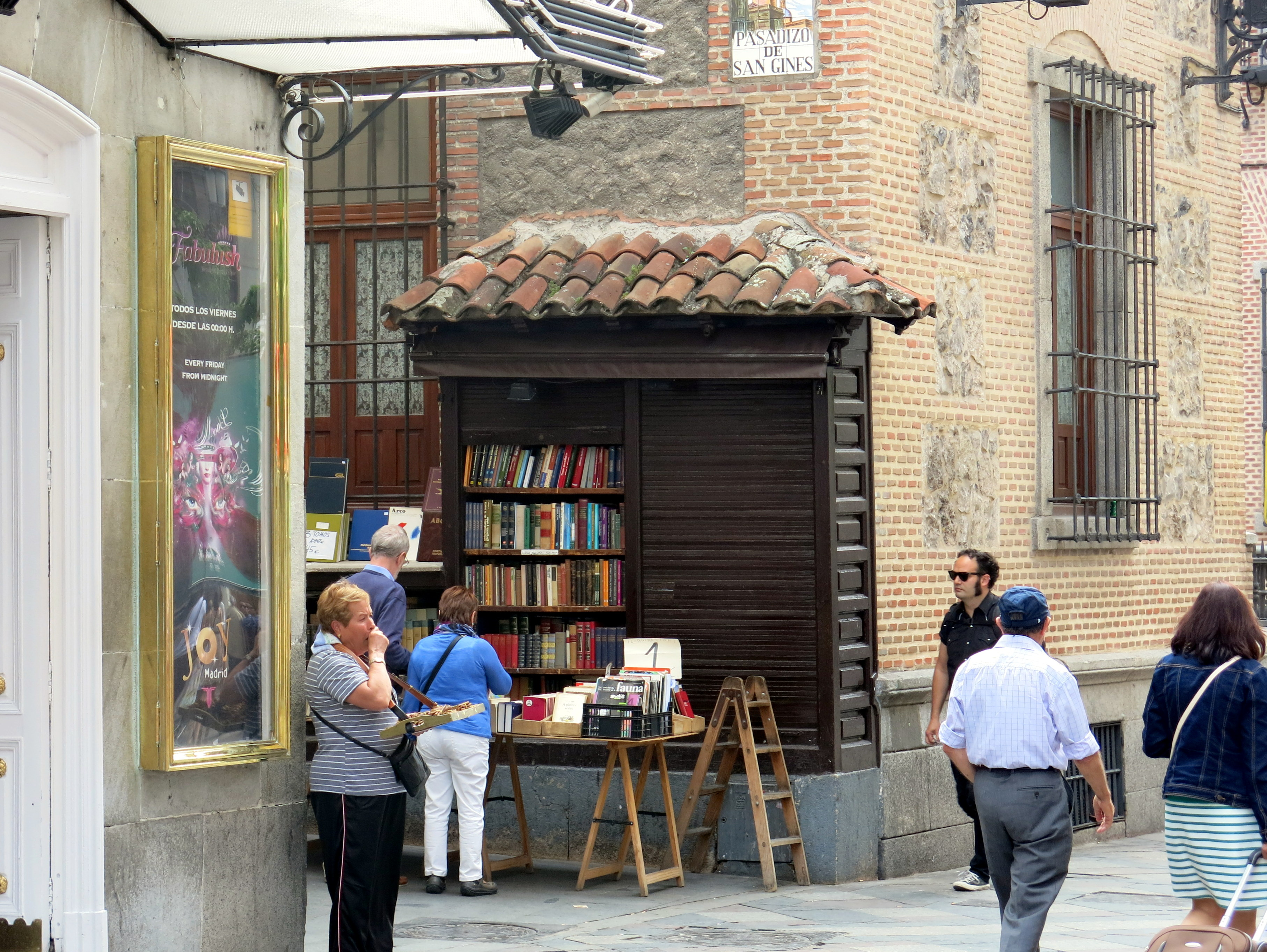
Los libreros del callejón de San Ginés, entre los núm. 11 y 13

## Comercios con historia
Aunque ya desaparecidos, tuvo esta calle varios animados cafés de tertulia entre la mitad del siglo xix y el primer tercio del xx y  tomando como precedente la que fuera botillería Angulo abierta en el siglo xviii. De los cafés, pueden recordarse el café de Europa (uno de los varios cafés que con este nombre existieron en Madrid) y el Nuevo café de Levante, en el número 15, con tertulianos de la talla de Ramón María del Valle-Inclán, José Martínez Ruiz «Azorín», los pintores José Gutiérrez Solana, Santiago Rusiñol y Julio Romero de Torres, los hermanos Pío y Ricardo Baroja y el dibujante Rafael de Penagos.
Aun se conservan añejos comercios como la Librería de los Bibliófilos Españoles, la Confitería Prast, o la castiza chocolatería San Ginés, en el pasadizo de San Ginés. También podría citarse el que fuera conocido como Centro Comercial Palazuelo, construido en el solar que albergó el palacio de Oñate y cuya entrada principal tiene acceso por el n.º 4 de la calle Mayor.
Además de la de Bibliófilos en el pasadizo de san Ginés, tuvo la calle Arenal varias librerías, ya desaparecidas, entre las que se menciona ya en el siglo xvi la librería de Requena, y en el xvii la de Pedro de Torres; ya en el siglo xix se abrió en 1846 la librería Pupart, especializada en libros extranjeros, y en 1863, la popular librería Hernando y su negocio de edición y venta de folletines románticos.